# Clifford Mamba
Clifford Sibusiso Mamba (* 5. Mai 1963 in Manzini) ist ein ehemaliger eswatinischer Sprinter und Diplomat. Er trat bei den Olympischen Spielen 1984 in Los Angeles an und war später Botschafter Eswatinis bei der Europäischen Union und den Vereinten Nationen.

## Leben

### Sport
Clifford Mamba ging bei den Olympischen Spielen 1984 in Los Angeles über 100 und 200 Meter an den Start. In beiden Wettbewerben schied er in den Vorläufen aus.

### Beruflicher Werdegang
Mamba erwarb einen Bachelor an der Middlesex University in England. Nach seinem Studium wurde Mamba Botschafter von Eswatini bei der Europäischen Union (1991–1996); danach war er Botschafter für Südkorea und Asien, wo er noch zusätzlich die Akkreditierung für Brunei, Japan, Singapur und Taiwan hatte. Von 2002 bis 2005 war Mamba dann als Botschafter bei den Vereinten Nationen tätig.